# サラリーマン金太郎 (パチスロ)
サラリーマン金太郎（サラリーマンきんたろう）は、2001年12月にロデオから発売されたパチスロ機。
同名の漫画『サラリーマン金太郎』とのタイアップ機である。AT機能である「金太郎チャンス」（金チャン）とビッグ、レギュラーボーナスの連打で爆裂AT機として登場したが、「射幸心をあおる」ということで検定を取り消された。
後に、問題となった出玉面を抑えたバージョンとして「サラリーマン金太郎S」が発売された。

## 概要
液晶を搭載し、液晶内では漫画の矢島金太郎をはじめとするキャラクターによる演出、そして金チャン中には、小役の押し順のナビが行われた。金チャンは当時のパチスロでは多く取り入れられた、押し順によって揃う小役（ヘルメット）やシングルボーナスの成立時に押し順をアシストすることによって成立した役をそろえることができる仕組みである。
押し順の振り分けは等確率ではなく、金チャン時以外でも順押しもしくははさみ打ち以外の押し順で停止させればシングルボーナスが揃いやすくなるが、シングルボーナスのJACゲームにおいてナビが作動しないペナルティが発生するため、メダルが増やせない。
金チャンはシングルボーナスの規定の押し順ナビ回数（5・10・30・100回）を消化するまで継続し、その間も各ボーナスは抽選される。またボーナス終了後も金チャンが継続し、金チャン終了後も連チャン性がある。このことで一撃1万枚の出玉が期待でき（メーカーも宣伝文句として「時速5000枚」を謳っていた）、そのために射幸心をあおる機種として『ミリオンゴッド』・『アラジンA』などとともに検定を取り消され、強制撤去された。

## スペック
| 設定 | BIG確率  | REG確率  | 金チャン確率 | 合成確率 |
| ---- | -------- | -------- | ------------ | -------- |
| 1    | 1/439.84 | 1/873.81 | 1/786.40     | 1/213.24 |
| 2    | 1/436.91 | 1/873.81 | 1/596.29     | 1/195.68 |
| 3    | 1/434.01 | 1/873.81 | 1/436.63     | 1/174.25 |
| 4    | 1/431.16 | 1/873.81 | 1/341.36     | 1/156.42 |
| 5    | 1/399.61 | 1/799.22 | 1/291.51     | 1/139.20 |
| 6    | 1/348.60 | 1/720.18 | 1/148.63     | 1/91.03  |

※メーカー発表値

## ゲーム機
- プレイステーション2で発売された『実戦パチスロ必勝法!サラリーマン金太郎』および『実戦パチスロ必勝法!必勝法Selection』に収録されているが、家庭用ゲーム機移植にあたり、一部演出に登場する性的表現に当たるグラフィックが描き直されている。
- PlugIt!シリーズのパチスロTV専用カートリッジにも移植されているほか、ゲーム機本体前面のシールがサラリーマン金太郎のものになっている同梱パックも発売された。
- オンラインゲームサイト『777town.net』にてプレイが可能である。
- スマートフォン向けパチンコ・パチスロ総合ポータルサービス「モバ7」にてシミュレーターアプリのプレイが可能である。（Butterfly Corporation、Androidアプリ、2014年4月）